# Zorro: Generația Z
Zorro: Generation Z este un serial animat britanic care a început în 2006. Fostul director de dezvoltare Marvel Studios, Rick Ungar, a dezvoltat seria originală în asociere cu BKN International, BKN New Media, G7 Animation și Pangea Corporation. Acordul de programare și conceptul pentru noua serie a fost dezvoltat de Ungar, G7 și Pangea și susținut parțial de o licență de master pentru jucării cu compania braziliană de jucării, Gulliver Toys. Ceea ce a făcut spectacolul unic au fost multitudinea de gadget-uri de înaltă tehnologie concepute de Pangea și îngâmfarea de a-l face pe tânărul Zorro să-și conducă motocicleta numită după calul său, Tornado.

## External links
- Zorro Productions, Inc.
- Zorro: Generația Z la Internet Movie Database